# 陳燨唐
陳燨唐（1852年—1912年），江蘇省常州府江陰縣人，清朝政治人物、進士出身。

## 生平
光绪元年（1875年）中举。光緒十二年（1886年），参加光緒丙戌科殿試，登進士二甲34名。同年五月，著主事分部学习，任工部营缮司主事。两年后以病为由告退返家侍奉母，并重整适园。陈燮卿擅长绘画，翁同龢曾至适园向其求画《还碑图》。宣统元年（1909年），陈燮卿被任二品官，但因病于民国元年（1912年）去世。